# Като да и не инструментал
„Като да и не инструментал“ е четиринадесетата песен на българската певица Росица Кирилова от двадесет и първия ѝ студиен албум „25 години на сцената – Като да и не“.